# Valseutypella
Valseutypella — рід грибів родини Valsaceae. Назва вперше опублікована 1919 року.

## Класифікація
До роду Valseutypella відносять 3 види:
- Valseutypella khandalensis
- Valseutypella multicollis
- Valseutypella tristicha